# Woodham Mortimer
 (avril 2023).
Pour les articles homonymes, voir Woodham et Mortimer.
Woodham Mortimer est un village et une paroisse civile de l'Essex, en Angleterre.